# Hal Evans
Hal Evans (* 1906; † 1998) war ein englischer Komponist, Arrangeur, Pianist und Dirigent.
Evans studierte am Royal College of Music in London Komposition bei Tobias Matthay und Orchestration bei Gordon Jacob. Von 1939 bis 1945 war er bei der BBC als Pianist, Arrangeur und Komponist unter Vertrag. Ab 1945 war er Musikdirektor bei Pathé Films und Dirigent des BBC Majestic Orchestra und arbeitete als Arrangeur für den Luton Girls Choir und den Welsh Gwalia Choir. 1949 wanderte er nach Australien aus und ließ sich in Sydney nieder. Hier wurde er Direktor der Australian Performing Rights Association und Präsident des Fellowship of Australian Composers. Er komponierte mehr als 100 Chorarrangements und arbeitete mit Komponisten und Sängern wie Irving Berlin, den The Andrews Sisters, Vera Lynn und Julie Andrews zusammen.